# Mészalgák

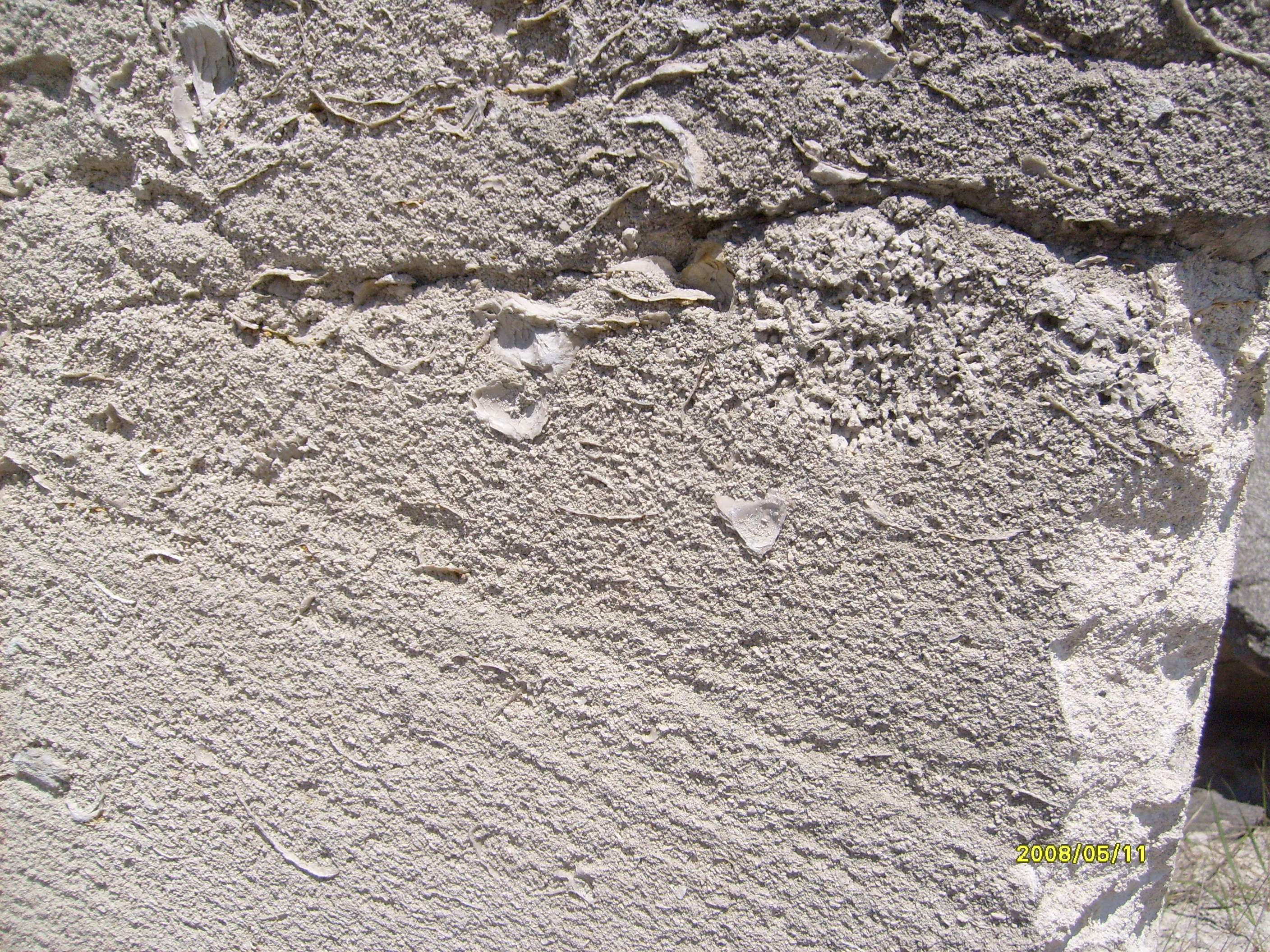
Lithothamniumgumó lajtamészkőben. L. ramossissimum, miocén, bádeni emelet

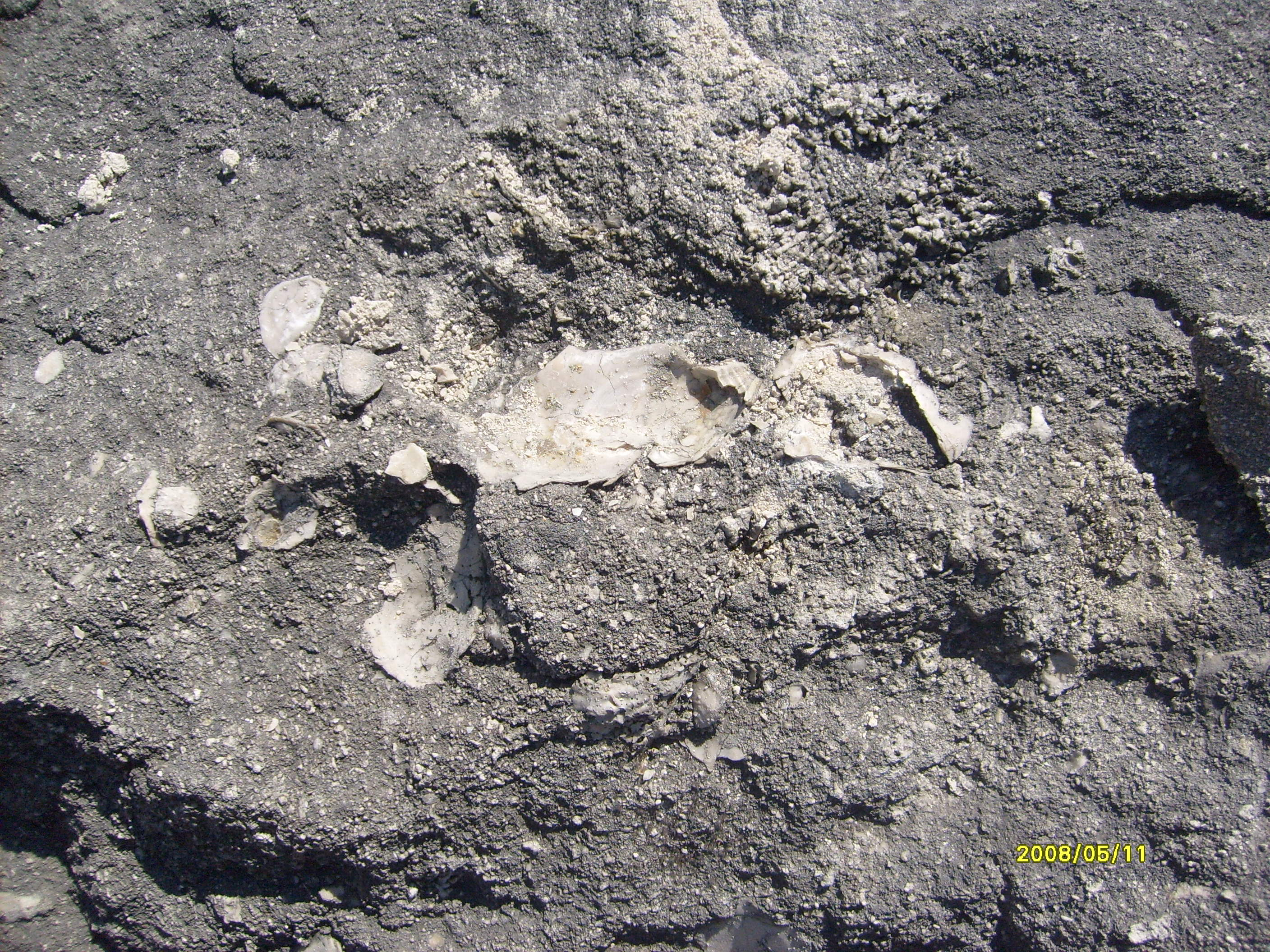
Lithothamniumgumó ugyanabból a kőzetből

A Lithothamnion a vörösmoszatok közé tartozó Corallinales rend egy nemzetsége. Viszonylag fajgazdag, jelenleg 103 faját tartják számon. Mészkiválasztó szervezet, amely fonalakkal rögzül az aljzat kőzeteihez. Fosszilis előfordulásai jelentősek. A kréta időszaktól ismert, jelenleg a hidegebb tengerekben fordul elő. Egyes helyeken kőzetalkotó mennyiségű. Budapest környékén az eocén és miocén üledékekben gyakori.
Híres lelőhelyei vannak a Soproni-hegységben, a miocén korú lithothamniumgumós lajtamészkő Margitbányából és a fertőrákosi két kőbányából évszázadok óta használt építőanyag. Ez a mészkő a partszegélyi, sőt hullámverési övben képződött az algagyep folyamatos növekedésével. Ebből a mészkőből épült a Budai Vár egy része, valamint Bécs több régi épülete.

## Fajok
- L. album
- L. antarcticum
- L. apiculatum
- L. asperulatum
- L. aucklandicum
- L. australe
- L. brasiliense
- L. breviaxe
- L. calcareum
- L. californicum
- L. capense
- L. carolii
- L. chathamense
- L. circumscriptum
- L. colliculosum
- L. corallioides
- L. coralloides
- L. cottonii
- L. coulmanicum
- L. crispatum
- L. dehiscens
- L. diguetii
- L. ectocarpon
- L. elegans
- L. engelhartii
- L. esperi
- L. expansum
- L. flavescens
- L. fornicatum
- L. fragiissimum
- L. fruticulosum
- L. fuegianum
- L. geppiorum
- L. gibbosum
- L. giganteum
- L. glaciale
- L. grade
- L. grande
- L. granuliferum
- L. guadalupense
- L. hamelii
- L. haptericola
- L. hauckii
- L. heterocladum
- L. heteromorphum
- L. incrustans
- L. indicum
- L. insigne
- L. intermedium
- L. islei
- L. japonicum
- L. kerguelenum
- L. labradorense
- L. lacroixi
- L. laminosum
- L. lemoineae
- L. magnum
- L. maldivicum
- L. mangini
- L. margaritae
- L. marlothii
- L. minervae
- L. montereyicum
- L. muelleri
- L. murmanicum
- L. neglectum
- L. nitidum
- L. nodulosum
- L. norvegicum
- L. notarisii
- L. novae-zelandiae
- L. occidentale
- L. pacificum
- L. pauciporosum
- L. peleense
- L. peruviense
- L. philippii
- L. phymatodeum
- L. pocillum
- L. polymorphum
- L. praefruticulosum
- L. proliferum
- L. propontidis
- L. rugosum
- L. ruptile
- L. scabiosum
- L. sejunctum
- L. sonderi
- L. soriferum
- L. spissum
- L. squarrulosum
- L. tenue
- L. thelostegium
- L. tophiforme
- L. tusterense
- L. ungeri
- L. valens
- L. validum
- L. van
- L. vanheurckii
- L. vescum
- L. volcanum

## Fordítás
- Ez a szócikk részben vagy egészben  a   Lithothamnion című angol Wikipédia-szócikk fordításán alapul.  Az eredeti cikk szerkesztőit annak laptörténete sorolja fel. Ez a jelzés csupán a megfogalmazás eredetét és a szerzői jogokat jelzi, nem szolgál a cikkben szereplő információk forrásmegjelöléseként.